# Grimpa-soques del cacau
El grimpa-soques del cacau (Xiphorhynchus susurrans) és una espècie d'ocell de la família dels furnàrids (Furnariidae).

## Hàbitat i distribució
Habita la selva humida del nord de Colòmbia i de Veneçuela, illes de Margarita, Trinitat i Tobago.